# Letlands fodboldforbund
Letlands fodboldforbund (lettisk: Latvijas Futbola federācija, forkortet LFF) er Letlands nationale fodboldforbund og dermed det øverste ledelsesorgan for fodbold i landet. Det administrerer de lettiske fodboldligaer, Latvijas kauss (cupturneringen) og Letlands fodboldlandshold og har hovedsæde i Riga.
Forbundet blev grundlagt i 1921 og blev medlem af FIFA i 1922. Det opløstes, da Sovjetunionen i begyndelsen af 1940'erne okkuperede landet, men blev genoprettet ved landets frigørelse. I 1992 fik det medlemskab i UEFA.

## Ekstern henvisning
- LFF.lv

| Fodbold | Spire Denne artikel om en fodboldorganisation er en spire som bør udbygges. Du er velkommen til at hjælpe Wikipedia ved at udvide den. |